# Сафин, Венер Расихович
Вене́р Раси́хович Са́фин (баш. Венер Рәсих улы Сафин; род. 6 октября 1964, Уфа, РСФСР, СССР) — советский и российский хоккеист, тренер.

## Биография
Воспитанник хоккейной школы «Салават Юлаев», тренер В. Денисов. Мастер спорта (1990). Окончил Уфимский государственный авиационный институт (1987). В 2006 году окончил санкт-петербургский государственный университет физической культуры имени П. Ф. Лесгафта по специальности «теория и методика подготовки хоккеистов высокой квалификации»

### Карьера
Трёхкратный бронзовый призёр чемпионата России (1995—97). Капитан команды «Салават Юлаев» (Уфа) (1995—99). Играл за уфимский «Авангард» (1982—89), «Салават Юлаев» (1989—90, 1991—94, 1995—1999), тольяттинскую «Ладу» (1990—91), финский «Хермес» (1994—95).

### Тренер
В тренерский штаб «Салават Юлаев» (Уфа) входит с 2001 года. В конце декабря 2012 года по обоюдному согласию расстался с клубом. В мае 2013 г. назначен главным тренером команды МХЛ «Толпар», входящей в систему клуба «Салават Юлаев». В июле 2016 года назначен главным тренером клуба МХЛ «Авто» (Екатеринбург).

### Достижения в качестве старшего тренера
- Чемпион России (2007/08, Салават Юлаев)
- Обладатель Кубка Гагарина (2011, Салават Юлаев)

### Статистика (главный тренер)
Последнее обновление: 28 декабря 2012 года
| Команда       | Турнир-сезон | Регулярный сезон | Регулярный сезон | Регулярный сезон | Регулярный сезон | Регулярный сезон | Регулярный сезон | Регулярный сезон | Регулярный сезон        | Плей-офф | Плей-офф | Плей-офф              |
| Команда       | Турнир-сезон | И                | В                | ВО/ВБ            | Н                | ПО/ПБ            | П                | О                | Результат               | В        | П        | Результат             |
| ------------- | ------------ | ---------------- | ---------------- | ---------------- | ---------------- | ---------------- | ---------------- | ---------------- | ----------------------- | -------- | -------- | --------------------- |
| Салават Юлаев | КХЛ 2011-12  | 33               | 17               | 4                | -                | 2                | 10               | 61               | 5-е на Востоке          | 2        | 4        | Вылетели в 1/8 финала |
| Салават Юлаев | КХЛ 2012-13  | 37               | 14               | 5                | -                | 6                | 12               | 58               | уволен (6-е на Востоке) |          |          |                       |